# Wyspa Cornwallisa (Kanada)
Wyspa Cornwallisa (ang. Cornwallis Island) – wyspa wchodząca w skład Wysp Królowej Elżbiety. Należy do terytorium Nunavut. Położona jest na zachód od wyspy Devon i na wschód od Wyspy Bathursta. Na wyspie znajduje się jedna osada, Resolute. Powierzchnia wyspy wynosi 6995 km².